# Simone Chevallier
Pour les articles homonymes, voir Chevallier.
Simone Chevallier, née le 8 décembre 1907 à Grenoble et morte le 7 janvier 1980 dans le 16e arrondissement de Paris, est une écrivaine et poétesse française.

## Biographie
Simone Marie Louise Chevallier naît à Grenoble, d'un père, Antonin Chevallier, juge au tribunal civil, et de Jeanne de Mulatier.
Elle est la fiancée de François Varillon durant l'année 1925, et inspire Lucien Rebatet pour le personnage central d'Anne-Marie Villars dans les Deux Étendards, rédigé en prison, dans les dernières années de la guerre, mais publié en 1951. En 1946, elle écrit un récit, La Ville aux deux fleuves, donnant sa version de l'histoire et de sa rupture avec Varillon, via leurs doubles romanesques, Françoise Leverrier et Vincent Ramenel. Elle nie avoir été la compagne de Rebatet, comme celui-ci l'indique dans le roman.
En 1941, elle épouse Paul Mourousy, éditeur des Cahiers de l'art et de l'amitié, dont elle a un fils, Constantin, et dont elle divorce en 1960.
En 1959, elle fonde avec Franz Weber (son compagnon d'alors) une revue, La Voix des Poètes (continuée après sa mort par Claudine Ducaté)

## Prix
- Prix Caroline-Jouffroy-Renault 1942 pour Délivrez-nous du mal
- Prix Jean-Marc-Bernard 1954 pour Le temps s’en va
- Prix d’Académie 1959 pour La Première pierre
- Prix Broquette-Gonin de littérature 1971 pour l'ensemble de son œuvre poétique.

## Œuvres
- L'Ami des vacances, Bibliothèque-Charpentier, 1934.
- Délivrez-nous du mal, Les Cahiers d'Art et d'Amitié, 1941.
- La Ville aux deux fleuves, Janicot, 1945.
- Le Temps s'en va. Avec un portrait par Taffy, Paris, P. Mourousy, 1952[9].
- Celle qui aima Jésus, Marie-Madeleine, Le Cercle du Livre, 1955.
- La Première pierre, Paris, P. Horay, 1958[10].